# 莱斯普雷塞斯
莱斯普雷塞斯，是西班牙加泰罗尼亚赫罗纳省的一个市镇。总面积10平方公里，总人口1495人（2001年），人口密度150人/平方公里。